# Arnold Kohlschütter
Ernst Arnold Kohlschütter (6 de julio de 1883 - 28 de mayo de 1969) fue un astrónomo y astrofísico alemán, codescubridor de un efecto espectroscópico que permite calcular la distancia a las estrellas.

## Semblanza
Kohlschütter nació en Halle (Sajonia-Anhalt). En 1908 obtuvo su doctorado en la Universidad de Gotinga, con Karl Schwarzschild como tutor.
Tras trasladarse a los Estados Unidos, en 1911 comenzó a trabajar en el Observatorio del Monte Wilson, estudiando el espectro del Sol y de las estrellas. En colaboración con Walter Sidney Adams, descubrieron en 1914 que la luminosidad absoluta de una estrella era proporcional a la intensidad relativa de las líneas en su espectro. Esto permitió a los astrónomos determinar la distancia a las estrellas, incluyendo la secuencia principal, y las estrellas gigantes mediante el uso del espectroscopio.
Fue nombrado director del Observatorio de Bonn en 1925, donde se dedicó a realizar estudios de astrometría.

## Eponimia
- El cráter lunar Kohlschütter lleva este nombre en su memoria.